# إدوارد بارنز
إدوارد بارنز (بالإنجليزية: Edward Barnes)‏ هو ملحن أمريكي، ولد في 16 ديسمبر 1958.

## وصلات خارجية
- إدوارد بارنز على موقع قاعدة بيانات برودواي على الإنترنت (الإنجليزية)